# Polygonatum robustum
Polygonatum robustum là một loài thực vật có hoa trong họ Măng tây. Loài này được (Korsh.) Nakai miêu tả khoa học đầu tiên năm 1917.